# Nếu/Như
Nếu/Như (tên gốc tiếng Anh: What/If, cách điệu là WHAT/ IF) là một phim kinh dị truyền hình web của Mỹ, được tạo ra bởi Mike Kelley, chiếu vào ngày 24 tháng 5 năm 2019, trên Netflix. Loạt phim có sự tham gia của Renée Zellweger, Jane Levy, Blake Jenner, Daniella Pineda, Keith Powers, Samantha Ware, Dave Annable, Saamer Usmani, John Clarence Stewart và Louis Herthum.

## Giới thiệu
What / If là một phim kinh dị neo-noir khám phá "những hiệu ứng gợn sóng của những gì xảy ra khi những người chấp nhận được bắt đầu làm những điều không thể chấp nhận được. Mỗi mùa sẽ giải quyết một câu chuyện đạo đức khác nhau lấy cảm hứng từ nguồn nguyên liệu văn hóa và sức mạnh của một quyết định định mệnh duy nhất để thay đổi quỹ đạo của toàn bộ cuộc sống. " 

## Diễn viên và nhân vật

### Chính
- Jane Levy trong vai Lisa Ruiz-Donovan, CEO và người sáng lập của một công ty khởi nghiệp công nghệ sinh học có tên là Trình tự phân tử Emigen
- Blake Jenner trong vai Sean Donovan, chồng của Lisa. Một người ném bóng trước đây cho Người khổng lồ San Francisco, bây giờ anh ta làm việc như một EMT.
- Keith Powers trong vai Todd Archer, bạn thân nhất của Sean từ thời trung học. Anh ta làm việc với Sean như một EMT đồng nghiệp.
- Samantha Marie Ware trong vai Angela Archer, vợ của Todd. Một cư dân phẫu thuật, cô đã ngoại tình với Ian Evans
- Juan Castano trong vai Marcos Ruiz, anh trai của Lisa và một luật sư
- Dave Annable trong vai bác sĩ Ian Evans, Trưởng khoa Phẫu thuật
- Saamer Usmani trong vai Avery Watkins, COO mới của trình tự phân tử Emigen
- Daniella Pineda trong vai Cassidy Barrett, bạn thân nhất của Lisa và CFO của Trình tự phân tử Emigen
- John Clarence Stewart trong vai Lionel, bạn trai của Marcos và là một nhà môi giới bất động sản
- Louis Herthum trong vai Foster, cánh tay phải của Anne
- Renée Zellweger trong vai Anne Montgomery, một nhà đầu tư mạo hiểm có trụ sở tại San Francisco [4]

### Định kỳ
- Derek Smith trong vai Kevin, một cậu bé cờ vây mà Marcos và Lionel đã ngủ với
- Nana Ghana trong vai Sophie
- Monique Kim trong vai Miles
- Allie MacDonald trong vai Maddie Carter, bạn gái cũ của Sean
- Gabriel Mann trong vai Gage Scott [5], kẻ thù kinh doanh của Anne
- Julian Sands trong vai Liam Strom, người hỗ trợ tài chính và cố vấn của Anne

### Khách mời
- Marissa Cuevas trong vai Christine, cựu đội trưởng đội cổ vũ trung học
- Keegan Allen trong vai Billy, bạn trai cũ của Christine từ thời trung học và là giám đốc thương mại

## Sản xuất

### Phát triển
Vào ngày 17 tháng 8 năm 2018, Netflix đã cho sản xuất một đơn làm sê-ri cho phần đầu tiên bao gồm mười tập. Bộ truyện được tạo ra bởi Mike Kelley, người cũng được cho là sẽ viết cho bộ truyện. Các nhà sản xuất điều hành dự kiến bao gồm Kelley, Melissa Loy, Alex Gartner, Charles Roven, Robert Zemeckis và Jack Rapke. Ngoài ra, Jackie Levine dự kiến sẽ là nhà sản xuất đồng điều hành và Phillip Noyce dự kiến sẽ chỉ đạo và điều hành sản xuất hai tập đầu tiên. Các công ty sản xuất liên quan đến loạt phim dự kiến sẽ bao gồm Page Fright, Atlas Entertainment, Compari Entertainment và Warner Bros. Truyền hình. Vào ngày 23 tháng 4 năm 2019, nó đã được thông báo rằng bộ phim sẽ ra mắt vào ngày 24 tháng 5 năm 2019.

### Diễn viên
Bên cạnh thông báo làm sê-ri, đã xác nhận rằng Renée Zellweger đã được chọn vào vai chính của loạt phim. Vào tháng 8 năm 2018, có thông báo rằng Jane Levy và Blake Jenner đã tham gia diễn xuất trong các vai chính. Vào tháng 9 năm 2018, có thông tin rằng Samantha Ware, Juan Castano, Keith Powers, Saamer Usmani, Dave Annable và Louis Herthum đã được chọn vào loạt phim với Herthum trong một vai định kỳ. Vào tháng 12 năm 2018, đã có thông báo rằng Daniella Pineda đã tham gia dàn diễn viên chính trong một vai diễn đều đặn và Tyler Ross, Derek Smith, Nana Ghana, Monique Kim và Marissa Cuevas sẽ xuất hiện định kỳ.

## Phát hành
Vào ngày 23 tháng 4 năm 2019, đoạn giới thiệu chính thức cho loạt phim đã được phát hành. Vào ngày 13 tháng 5 năm 2019, Netflix đã phát hành trailer chính thức cho miniseries.

## Đánh giá
Trên trang tổng hợp đánh giá Rotten Tomatoes, sê-ri giữ tỷ lệ phê duyệt 40% dựa trên 30 đánh giá, với tỷ lệ trung bình là 5,35 / 10. Sự đồng thuận đánh giá của trang web có nội dung: "Một màn trình diễn tuyệt vời từ Renée Zellweger không thể cứu được What / If từ sự tầm thường của chính nó, nhưng thực sự là cảnh của cô xem rất vui."  Trên Metacritic, nó có điểm trung bình là 57 trên 100, dựa trên 10 bài phê bình, chỉ ra "các đánh giá hỗn hợp hoặc trung bình".
Haider Rifaat của The Express Tribune đã viết: "Kịch bản gần như là trái tim của chương trình. Các cuộc đối thoại hoàn hảo, các nhân vật và các mối quan hệ đầy sắc thái, tất cả đều bị phá vỡ và không hề hấn gì, là một vài tính năng thú vị làm cho nó hấp dẫn. Không quên năng lực diễn xuất đáng kinh ngạc của Zellweger, người diễn hoàn hảo nhân vật Anne. Cử chỉ tinh tế, tương tác tượng trưng và phát triển nhân vật là một số khía cạnh đáng khen ngợi giúp tăng cường diễn xuất của các diễn viên. "  Linda Holmes của NPR kết luận: "...   nó không phải là một chương trình hay, nhưng nó mang tính giải trí theo một cách rất cụ thể. Zellweger đã nhúng sâu vào khái niệm Welcome To Rich Prowling Cougartown rằng cô ấy thực tế đang liếm bát sữa. Mọi thứ trong What / If mãi mãi được tiết lộ và được tháo gỡ và ném bom lấp lánh theo nghĩa bóng, và nếu tôi đang cố gắng đánh lạc hướng chính mình khỏi những vấn đề của thế giới và có lẽ có thêm một thùng rượu và một người bạn thân yêu, tôi có thể đặt đầu vào một cái gối và xem nó. " 